# Máscara mortuária de Tutancâmon
A máscara de Tutancâmon, ou máscara funerária de Tutancâmon, é a máscara mortuária da XVIII dinastia egípcia do Faraó Tutancâmon do Antigo Egito (reinou de 1332 a 1323 a.C.). Foi descoberta por Howard Carter em 1925 no túmulo KV62 e está exposta, desde 1925, no Museu Egípcio no Cairo. A máscara é uma das mais conhecidas obras de arte do mundo.
De acordo com o egiptólogo Nicholas Reeves, a máscara é "não só por excelência do túmulo de Tutancâmon, mas talvez seja o objeto mais conhecido do próprio Egito Antigo". Em 2001, uma pesquisa sugeriu que originalmente a máscara poderia ter sido destinada à Rainha Neferneferuaten; pois seu nome real (Ankhkheperure) foi encontrado em um cartucho parcialmente apagado no interior da máscara.

## Acidente com a máscara mortuária
Um acidente causou danos irreversíveis na máscara, os conservadores utilizaram epóxi para corrigir um dano causado na peça que compõe a barba, atualmente não existem maiores detalhes sobre o incidente.